# Manchester City Football Club 2009-2010
Questa pagina raccoglie i dati riguardanti il Manchester City Football Club nelle competizioni ufficiali della stagione 2009-2010.

## Maglie e sponsor
Lo sponsor tecnico per la stagione 2009-2010 è Umbro, mentre lo sponsor ufficiale è Etihad Airways.
| Casa | Trasferta | Terza divisa |

## Rosa
Dati aggiornati al 3 febbraio 2010
| N. |                        | Ruolo | Calciatore            |
| -- | ---------------------- | ----- | --------------------- |
| 1  | Irlanda (bandiera)     | P     | Shay Given            |
| 2  | Inghilterra (bandiera) | D     | Micah Richards        |
| 3  | Inghilterra (bandiera) | D     | Wayne Bridge          |
| 4  | Inghilterra (bandiera) | D     | Nedum Onuoha          |
| 5  | Argentina (bandiera)   | D     | Pablo Zabaleta        |
| 6  | Inghilterra (bandiera) | C     | Michael Johnson       |
| 7  | Irlanda (bandiera)     | C     | Stephen Ireland       |
| 8  | Inghilterra (bandiera) | C     | Shaun Wright-Phillips |
| 10 | Brasile (bandiera)     | A     | Robinho               |
| 11 | Inghilterra (bandiera) | C     | Adam Johnson          |
| 12 | Inghilterra (bandiera) | P     | Stuart Taylor         |
| 14 | Paraguay (bandiera)    | A     | Roque Santa Cruz      |
| 15 | Spagna (bandiera)      | D     | Javier Garrido        |
| 16 | Brasile (bandiera)     | D     | Sylvinho              |
| 17 | Bulgaria (bandiera)    | C     | Martin Petrov         |
| 18 | Inghilterra (bandiera) | C     | Gareth Barry          |

| N. |                           | Ruolo | Calciatore            |
| -- | ------------------------- | ----- | --------------------- |
| 19 | Inghilterra (bandiera)    | D     | Joleon Lescott        |
| 24 | Francia (bandiera)        | C     | Patrick Vieira        |
| 25 | Togo (bandiera)           | A     | Emmanuel Adebayor     |
| 27 | Zimbabwe (bandiera)       | A     | Benjani Mwaruwari     |
| 28 | Costa d'Avorio (bandiera) | D     | Kolo Touré (capitano) |
| 32 | Argentina (bandiera)      | A     | Carlos Tévez          |
| 33 | Belgio (bandiera)         | D     | Vincent Kompany       |
| 34 | Paesi Bassi (bandiera)    | C     | Nigel de Jong         |
| 36 | Inghilterra (bandiera)    | D     | Javan Vidal           |
| 37 | Fær Øer (bandiera)        | P     | Gunnar Nielsen        |
| 39 | Galles (bandiera)         | A     | Craig Bellamy         |
| 40 | Slovacchia (bandiera)     | C     | Vladimír Weiss        |
| 44 | Belgio (bandiera)         | D     | Dedryck Boyata        |
| 45 | Irlanda (bandiera)        | D     | Greg Cunningham       |
| 48 | Norvegia (bandiera)       | C     | Abdisalam Ibrahim     |

## Calciomercato

### Sessione estiva(dall'1/7 all'1/9)
| Acquisti | Acquisti          | Acquisti       | Acquisti                    |
| R.       | Nome              | da             | Modalità                    |
| -------- | ----------------- | -------------- | --------------------------- |
| P        | Stuart Taylor     | Aston Villa    | definitivo (0 milioni €)    |
| D        | Kolo Touré        | Arsenal        | definitivo (18.7 milioni €) |
| D        | Sylvinho          | Barcellona     | definitivo (0 milioni €)    |
| D        | Joleon Lescott    | Everton        | definitivo (27.5 milioni €) |
| C        | Gareth Barry      | Aston Villa    | definitivo (13.9 milioni €) |
| A        | Jô                | Everton        | fine prestito               |
| A        | Roque Santa Cruz  | Blackburn      | definitivo (21.2 milioni €) |
| A        | Carlos Tévez      | Manchester Utd | definitivo (29 milioni €)   |
| A        | Emmanuel Adebayor | Arsenal        | definitivo (29 milioni €)   |

| Cessioni | Cessioni          | Cessioni         | Cessioni                    |
| R.       | Nome              | a                | Modalità                    |
| -------- | ----------------- | ---------------- | --------------------------- |
| P        | Kasper Schmeichel | Notts County     | definitivo (1.75 milioni €) |
| P        | Joe Hart          | Birmingham City  | prestito                    |
| D        | Danny Mills       |                  | fine carriera               |
| D        | Michael Ball      |                  | svincolato                  |
| D        | Gláuber           |                  | svincolato                  |
| D        | Shay Logan        | Tranmere         | prestito                    |
| D        | Clayton McDonald  | Walsall          | prestito                    |
| D        | Tal Ben Haim      | Portsmouth       | definitivo (0 milioni €)    |
| D        | Richard Dunne     | Aston Villa      | definitivo (6.8 milioni €)  |
| C        | Dietmar Hamann    |                  | svincolato                  |
| C        | Gelson Fernandes  | Saint-Étienne    | definitivo (3.5 milioni €)  |
| C        | Elano             | Galatasaray      | definitivo (7 milioni €)    |
| C        | Kelvin Etuhu      | Cardiff City     | prestito                    |
| C        | Adam Clayton      | Carlisle Utd     | prestito                    |
| A        | Daniel Sturridge  | Chelsea          | definitivo (5.8 milioni €)  |
| A        | Darius Vassell    | Ankaragücü       | svincolato                  |
| A        | Jô                | Everton          | prestito                    |
| A        | Felipe Caicedo    | Sporting Lisbona | prestito                    |
| A        | Ched Evans        | Sheffield Utd    | definitivo (3.5 milioni €)  |
| A        | Valeri Bojinov    | Parma            | prestito                    |

### Sessione invernale(dal 7/1 al 2/2)
| Acquisti | Acquisti         | Acquisti         | Acquisti                 |
| R.       | Nome             | da               | Modalità                 |
| -------- | ---------------- | ---------------- | ------------------------ |
| P        | Gunnar Nielsen   | Wrexham          | fine prestito            |
| D        | Clayton McDonald | Walsall          | fine prestito            |
| C        | Patrick Vieira   | Inter            | definitivo (0 milioni €) |
| C        | Paul Marshall    | Port Vale        | fine prestito            |
| C        | Adam Johnson     | Middlesbrough    | definitivo               |
| A        | Felipe Caicedo   | Sporting Lisbona | fine prestito            |
| A        | Jô               | Everton          | fine prestito            |

| Cessioni | Cessioni         | Cessioni     | Cessioni                 |
| R.       | Nome             | a            | Modalità                 |
| -------- | ---------------- | ------------ | ------------------------ |
| D        | Clayton McDonald | Walsall      | definitivo (0 milioni €) |
| D        | Javan Vidal      | Derby County | prestito                 |
| D        | Kieran Trippier  | Barnsley     | prestito                 |
| C        | Paul Marshall    | Aberdeen     | prestito                 |
| C        | Vladimír Weiss   | Bolton       | prestito                 |
| A        | Felipe Caicedo   | Malaga       | prestito                 |
| A        | Jô               | Galatasaray  | prestito                 |
| A        | Robinho          | Santos       | prestito                 |
| A        | Benjani          | Sunderland   | prestito                 |

## Risultati

### Premier League

#### Girone di andata
| Arbitro: | Mike Dean |

|  |           |                           |
|  | Marcatori | 3’ Adebayor 90+1’ Ireland |

| Arbitro: | Lee Mason |

|              |           |  |
| Adebayor 17’ | Marcatori |  |

| Arbitro: | Howard Webb |

|  |           |              |
|  | Marcatori | 30’ Adebayor |

| Arbitro: | Mark Clattenburg |

|                                                           |           |                            |
| Richards 19’ Bellamy 73’ Adebayor 79’ Wright-Phillips 84’ | Marcatori | 62’ van Persie 87’ Rosický |

| Arbitro: | Martin Atkinson |

|                                        |           |                            |
| Rooney 2’ Fletcher 49’, 80’ Owen 90+6’ | Marcatori | 16’ Barry 52’, 90’ Bellamy |

| Arbitro: | Chris Foy |

|                          |           |          |
| Tévez 5’, 61’ Petrov 31’ | Marcatori | 24’ Cole |

| Arbitro: | Mike Dean |

|           |           |             |
| Dunne 15’ | Marcatori | 67’ Bellamy |

| Arbitro: | Alan Wiley |

|                 |           |            |
| N'Zogbia 45+1’} | Marcatori | 47’ Petrov |

| Arbitro: | Kevin Friend |

|                        |           |                      |
| Lescott 53’ Petrov 60’ | Marcatori | 62’ Duff 68’ Dempsey |

| Birmingham 1º novembre 2009, ore 16:00 BST | Birmingham City | 0 – 0 referto | Manchester City | St Andrew's stadium (21.462 spett.)\| Arbitro: \| Alan Wiley \| |
| Arbitro:                                   | Alan Wiley      |               |                 |                                                                 |

| Arbitro: | Stuart Attwell |

|                                           |           |                                         |
| Wright-Phillips 42’ Touré 54’ Bellamy 57’ | Marcatori | 18’ Alexander 31’ Fletcher 86’ McDonald |

| Arbitro: | Phil Dowd |

|                         |           |                          |
| Škrtel 50’ Benayoun 77’ | Marcatori | 69’ Adebayor 76’ Ireland |

| Arbitro: | Lee Probert |

|                       |           |                    |
| Wright-Phillips 45+1’ | Marcatori | 82’ (rig.) Bullard |

| Arbitro: | Howard Webb |

|                        |           |                    |
| Adebayor 37’ Tévez 56’ | Marcatori | 8’ (aut.) Adebayor |

| Arbitro: | Mark Clattenburg |

|                             |           |                               |
| Klasnić 11’, 53’ Cahill 43’ | Marcatori | 28’, 77’ Tévez 45+2’ Richards |

| Arbitro: | Alan Wiley |

|                               |           |  |
| Kranjčar 37’, 90+3’ Defoe 54’ | Marcatori |  |

| Arbitro: | Andre Marriner |

|                                                 |           |                                    |
| Santa Cruz 4’, 69’ Tévez 12’ (rig.) Bellamy 35’ | Marcatori | 16’ Mensah 24’ Henderson 62’ Jones |

| Arbitro: | Lee Mason |

|                        |           |  |
| Petrov 27’ Tévez 45+3’ | Marcatori |  |

| Arbitro: | Mike Jones |

|  |           |                            |
|  | Marcatori | 33’, 86’ Tévez 69’ Garrido |

#### Girone di ritorno
| Arbitro: | Chris Foy |

|                                   |           |              |
| Tévez 7’, 49’, 90+1’ Richards 39’ | Marcatori | 71’ Pedersen |

| Arbitro: | Andre Marriner |

|                        |           |  |
| Pienaar 36’ Saha 45+3’ | Marcatori |  |

| Arbitro: | Martin Atkinson |

|                            |           |  |
| Adebayor 39’ Kompany 45+1’ | Marcatori |  |

| Arbitro: | Phil Dowd |

|                          |           |              |
| Altidore 31’ Boateng 54’ | Marcatori | 59’ Adebayor |

| Arbitro: | Mike Jones |

|                        |           |  |
| Tévez 30’ Adebayor 73’ | Marcatori |  |

| Arbitro: | Alan Wiley |

|            |           |           |
| Whelan 71’ | Marcatori | 86’ Barry |

| Manchester 21 febbraio 2010, ore 15:00 BST | Manchester City | 0 – 0 referto | Liverpool | City of Manchester Stadium\| Arbitro: \| P Walton \| |
| Arbitro:                                   | P Walton        |               |           |                                                      |

| Arbitro: | Mike Dean |

|                         |           |                                          |
| Lampard 41’, 90’ (rig.) | Marcatori | 45+1’, 76’ (rig.) Tévez 51’, 87’ Bellamy |

| Arbitro: | Chris Foy |

|          |           |                  |
| Jones 9’ | Marcatori | 90+1’ A. Johnson |

| Arbitro: | Lee Probert |

|                   |           |                         |
| Murphy 75’ (rig.) | Marcatori | 7’ Santa Cruz 36’ Tévez |

| Arbitro: | Peter Walton |

|  |           |                       |
|  | Marcatori | 33’ Cahill 85’ Arteta |

| Arbitro: | Stuart Attwell |

|                     |           |  |
| Tévez 72’, 75’, 84’ | Marcatori |  |

| Arbitro: | Alan Wiley |

|              |           |                                                             |
| Fletcher 71’ | Marcatori | 4’, 45’ Adebayor 5’ Bellamy 7’ Tévez 20’ Vieira 58’ Kompany |

| Arbitro: | Phil Dowd |

|                                                    |           |            |
| Tévez 38’ (rig.), 40’ Adebayor 43’, 88’ Onuoha 74’ | Marcatori | 42’ Jerome |

| Arbitro: | Martin Atkinson |

|  |           |               |
|  | Marcatori | 90+3’ Scholes |

| Londra 24 aprile 2010, ore 17:30 BST | Arsenal   | 0 – 0 referto | Manchester City | Emirates Stadium (60.086 spett.)\| Arbitro: \| Mike Dean \| |
| Arbitro:                             | Mike Dean |               |                 |                                                             |

| Arbitro: | Mark Clattenburg |

|                                           |           |           |
| Tévez 41’ (rig.) Adebayor 43’ Bellamy 89’ | Marcatori | 16’ Carew |

| Arbitro: | Steve Bennett |

|  |           |            |
|  | Marcatori | 82’ Crouch |

| Arbitro: | Howard Webb |

|               |           |                     |
| Boa Morte 16’ | Marcatori | 21’ Wright-Phillips |

### FA Cup

#### Terzo turno
| Arbitro: | Stuart Attwell |

|  |           |             |
|  | Marcatori | 45’ Benjani |

#### Quarto turno
| Arbitro: | Kevin Friend |

|                             |           |                                               |
| Hayes 29’ Boyata 70’ (aut.) | Marcatori | 3’ Petrov 45’ Onuoha 58’ Sylvinho 84’ Robinho |

#### Quinto turno
| Arbitro: | Mark Clattenburg |

|                     |           |            |
| Wright-Phillips 11’ | Marcatori | 57’ Fuller |

| Arbitro: | Steve Bennett |

|                                     |           |             |
| Kitson 79’ Shawcross 95’ Tuncay 99’ | Marcatori | 81’ Bellamy |

### League Cup

#### Secondo turno
| Arbitro: | Darren Deadman |

|  |           |                               |
|  | Marcatori | 50’ Wright-Phillips 72’ Tévez |

#### Terzo turno
| Arbitro: | Stuart Attwell |

|                      |           |          |
| Barry 52’ Touré 111’ | Marcatori | 34’ Gera |

#### Quarto turno
| Arbitro: | Mark Oliver |

|                                                             |           |           |
| Ireland 3’ Santa Cruz 37’ Lescott 55’ Tévez 71’ Johnson 76’ | Marcatori | 25’ Forte |

#### Quinto turno
| Arbitro: | Chris Foy |

|                                         |           |  |
| Tévez 50’ Wright-Phillips 69’ Weiss 89’ | Marcatori |  |

#### Semifinale
| Arbitro: | Mike Dean |

|                       |           |           |
| Tévez 41’ (rig.), 65’ | Marcatori | 16’ Giggs |

| Arbitro: | Howard Webb |

|                                      |           |           |
| Scholes 51’ Carrick 73’ Rooney 90+1’ | Marcatori | 76’ Tévez |

## Statistiche

### Statistiche di squadra
| Competizione   | Punti | In casa | In casa | In casa | In casa | In casa | In casa | In trasferta | In trasferta | In trasferta | In trasferta | In trasferta | In trasferta | Totale | Totale | Totale | Totale | Totale | Totale | DR  |
| Competizione   | Punti | G       | V       | N       | P       | Gf      | Gs      | G            | V            | N            | P            | Gf           | Gs           | G      | V      | N      | P      | Gf     | Gs     | DR  |
| -------------- | ----- | ------- | ------- | ------- | ------- | ------- | ------- | ------------ | ------------ | ------------ | ------------ | ------------ | ------------ | ------ | ------ | ------ | ------ | ------ | ------ | --- |
| Premier League | 67    | 19      | 12      | 4       | 3       | 41      | 20      | 19           | 6            | 9            | 4            | 32           | 25           | 38     | 18     | 13     | 7      | 73     | 45     | +28 |
| FA Cup         | -     | 1       | 0       | 1       | 0       | 1       | 1       | 3            | 2            | 0            | 1            | 6            | 5            | 4      | 2      | 4      | 4      | 7      | 6      | +1  |
| Carling Cup    | -     | 4       | 4       | 0       | 0       | 12      | 3       | 2            | 1            | 0            | 1            | 3            | 3            | 6      | 5      | 0      | 1      | 15     | 6      | +9  |
| Totale         | -     | 24      | 16      | 5       | 3       | 54      | 25      | 24           | 9            | 9            | 6            | 41           | 33           | 48     | 25     | 17     | 12     | 95     | 57     | +38 |

### Premi

#### Premier League
| Mese     | Giocatore del Mese |
| -------- | ------------------ |
| Dicembre | Carlos Tévez       |

#### PFA
| Mese  | Giocatore del Mese |
| ----- | ------------------ |
| Marzo | Carlos Tévez       |

#### LMA
| Data             | Performance della Settimana |
| ---------------- | --------------------------- |
| 27 febbraio 2010 | Chelsea 2-4 Manchester City |

#### Giocatore del Mese Etihad
| Mese             | Prima Squadra   | Squadra Riserve | Giovanili         |
| ---------------- | --------------- | --------------- | ----------------- |
| Agosto/settembre | Craig Bellamy   | David Ball      | Tom Smith         |
| Ottobre          | Martin Petrov   | Donal McDermott | Omar Elabdellaoui |
| Novembre         | Shay Given      | James Poole     | Sean Tse          |
| Dicembre         | Carlos Tévez    | non annunciato  | non annunciato    |
| Gennaio          | Carlos Tévez    | non annunciato  | non annunciato    |
| Febbraio         | Vincent Kompany | non annunciato  | non annunciato    |
| Marzo            | Adam Johnson    | non annunciato  | non annunciato    |
| Aprile           | Carlos Tévez    | non annunciato  | non annunciato    |